# Chiesa di Santo Spirito (Bergamo)
La chiesa di Santo Spirito è un luogo di culto cattolico situato nell'omonima piazza a Bergamo  tra via Pignolo e l'antica via Tasso. La chiesa fu edificata in stile rinascimentale nel XVI secolo, su un edificio preesistente risalente, come parte dell'annesso monastero, al 1311, ma ricostruito più ampio a tre navate prima della fine del XIV secolo, e contiene importanti opere d'arte.
La chiesa è conosciuta a Bergamo come "chiesa dei Tasso", la famiglia bergamasca che abitava via borgo Palazzo, per trasferirsi nella casa nota come palazzo Tasso in via Pignolo, che aveva contribuito economicamente ai lavori di ampliamento dei primi anni del Cinquecento per confermare il proprio status sociale. Si è ipotizzato, senza fondamento, che i Tasso abbiano favorito la realizzazione della pala del Lotto.

## Storia
II monastero di Santo Spirito fu fondato a Bergamo nel 1311 dal cardinale Guglielmo Longhi che lo affidò alla Congregazione dei celestini, facente parte dell'ordine benedettino fondata da Pietro da Morrone poi papa che aveva elevato all'ordine cardinalizio il Longhi. La chiesa originaria era composta da tre navate e aveva un chiostro annesso. La comunità aveva la caratteristica di "cenobbio doppio" comprensivo di monaci sia maschili che femminili, ed era conosciuta originariamente come "fratelli dello Spirito Santo" da cui la dedicazione della chiesa.
Nel 1476 i celestini furono sostituiti dal canonico Andrea Da Ponte per volontà di papa Sisto IV Ponte con i Canonici Lateranensi dell'Ordine di Sant'Agostino, che nel momento di grande espansione dell'ordine vollero ristrutturare la chiesa dando inizio nei primi anni del Cinquecento al suo rifacimento nelle forme attuali. Nel Cinquecento i canonici conducevano una vita molto ascetica, in assoluta povertà dedicandosi alla penitenza e al silenzio. La loro ricca biblioteca fu poi donata alla Biblioteca civica Angelo Mai ed era ricca di testi in latino, ebraico e greco con approfondimenti teologici e di cultura umanistica. Però i monaci potevano spostarsi da un monastero a un altro, questo rendeva molto varia e movimentata la comunità, con l'apporto di nuove idee. Risulta che nella pasqua del 1520 fu ospite il canonico Pietro Ritta da Luca autore delle Regule con quattro vescovi.
La chiesa e il monastero divennero in quegli anni parti attiva nei dialoghi che gravavano in quel tempo, anche in riferimento al diffondersi delle istanze luterane. I lateranensi, venivano infatti chiamati Luteranensi. Dopo il Concilio di Trento i canonici di dissociarono da ogni altra forma religiosa adeguandosi alle nuove direttive. Solo il canonico Gerolamo Zanchi scappò in Germania diventando calvinista.
I primi anni del Cinquecento, portarono alla realizzazione delle cappelle laterali, commissionate dalle nuove famiglie che abitavano i palazzi rinascimentali di via Pignolo.
L'interno della chiesa trecentesca era formato da tre navate. Le due laterali prendevano luce da finestrelle eliminate nel tempo e dal piccolo rosone della facciata. La ristrutturazione della chiesa in forme rinascimentali furono indicate nel testamento di Agostino Tasso del 1507. Il 7 maggio 1508 il priore don Martino da Bergamo concesse alla famiglia Busis la possibilità di costruire una propria cappella con altare e tomba di famiglia, ma che avesse le caratteristiche di altre cappelle, questo a conferma che tra i lateranensi vi era il desiderio di ricostruire la chiesa. I lavori iniziarono nel 1512 con la costruzione delle prime tre cappelle sul lato destro a cui si deve in gran parte all'architetto bergamasco Pietro Isabello de la Brenta detto Abano e anche Cleri, che forse intervenne su un progetto di autore ignoto di poco precedente. Proprio di questo tempo sono i contratti per la lavorazione delle pietre peer le tre cappelle.
Nel 1512 fu realizzata la cappella centrale destra mentre per vedere ultimate le cappelle del lato sinistro dobbiamo aspettare gli anni 1558-1560, quando il responsabile del cantiere era Paolo Berlendis. Quattro delle cappelle laterali furono costruite con il contributo di famiglie abitanti lungo la via, i Cassotti Mazzoleni, i Gozzi, gli Angelini e i Tasso titolari della cappella dei santi Pietro e Paolo. Le due finestre tamponate che ancora si notano sulla facciata sono cinquecentesche e facevano parte di un progetto di Paolo Berlendis. L'opera rimase incompiuta e solo due secoli più tardi, intorno al 1720, l'architetto Giovan Battista Caniana rimosse le colonne delle navate trecentesche e realizzò la volta a botte, mentre la facciata rimase grezza.
Il monastero fu soppresso nel 1785 ad opera della Repubblica di Venezia. I locali divennero proprietà del Casa d’industria e di lavoro mentre la chiesa divenne sussidiaria della Chiesa di Sant'Alessandro della Croce.
L'ultimo intervento di ristrutturazione fu realizzato nel XIX secolo dall'architetto Lucchini, che curò il coro e il presbiterio. Quasi di fronte a questa chiesa vi era quella della Santissima Trinità soppressa nel 1797 e adibita a magazzino. Distrutta poi agli inizi del XX secolo. Durante i lavori di mantenimento del 1856 andarono perse le sepolture di tre membri della famiglia Tasso che erano poste nella parte centrale della pavimentazione.

## Descrizione

### Esterno
La chiesa si trova sulla piazza omonima, all'incrocio di via Pignolo e via Torquato Tasso. La facciata con tetto a capanna, che non fu mai terminata, permette la ricostruzione delle diverse fasi dell'evoluzione architettonica attraverso le tracce lasciate dalle aperture e chiusure occorse negli anni. Nel 1569 fu iniziato il rivestimento in arenaria sul lato sinistro della chiesa, ma mai completato. Il portare, lavoro di Antonio Pirovano è del XVIII secolo, nel medesimo periodo furono realizzate le due nicchie rimaste poi vuote. Spicca la scultura bronzea di Francesco Somaini realizzata nel 1971 raffigurante la discesa e la forza dello Spirito Santo. Una lapide posta in prossimità ne conferma la committenza con la relativa motivazione.
La facciata conserva parti risalenti all'originaria edificazione trecentesca. La base di pietra e il piccolo rosone posto sopra l'ingresso sono originari, mentre cinquecentesca è la parte sinistra della facciata, e le due nicchie con il portale sono invece risalenti al Settecento.

### Interno

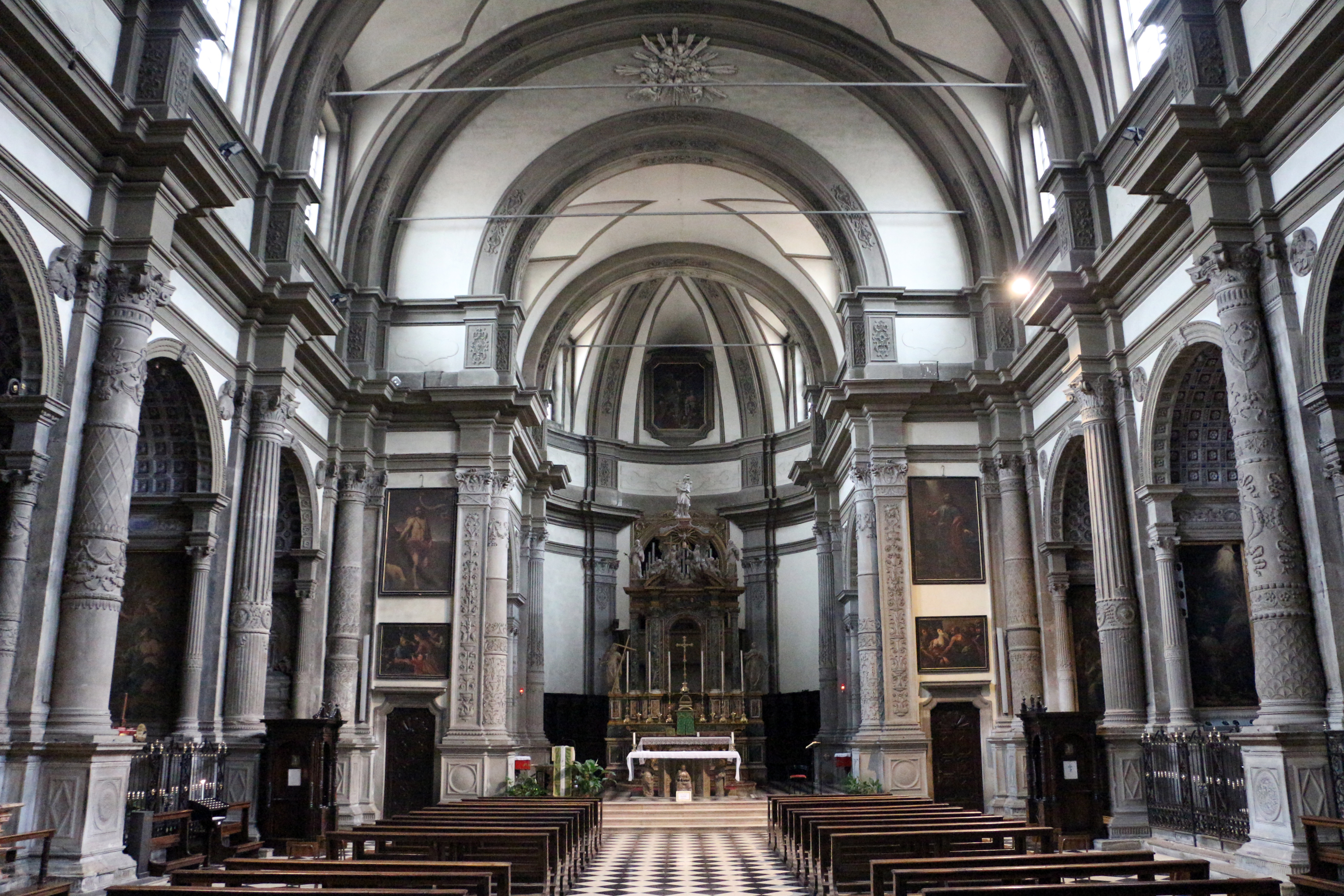
L'interno della chiesa

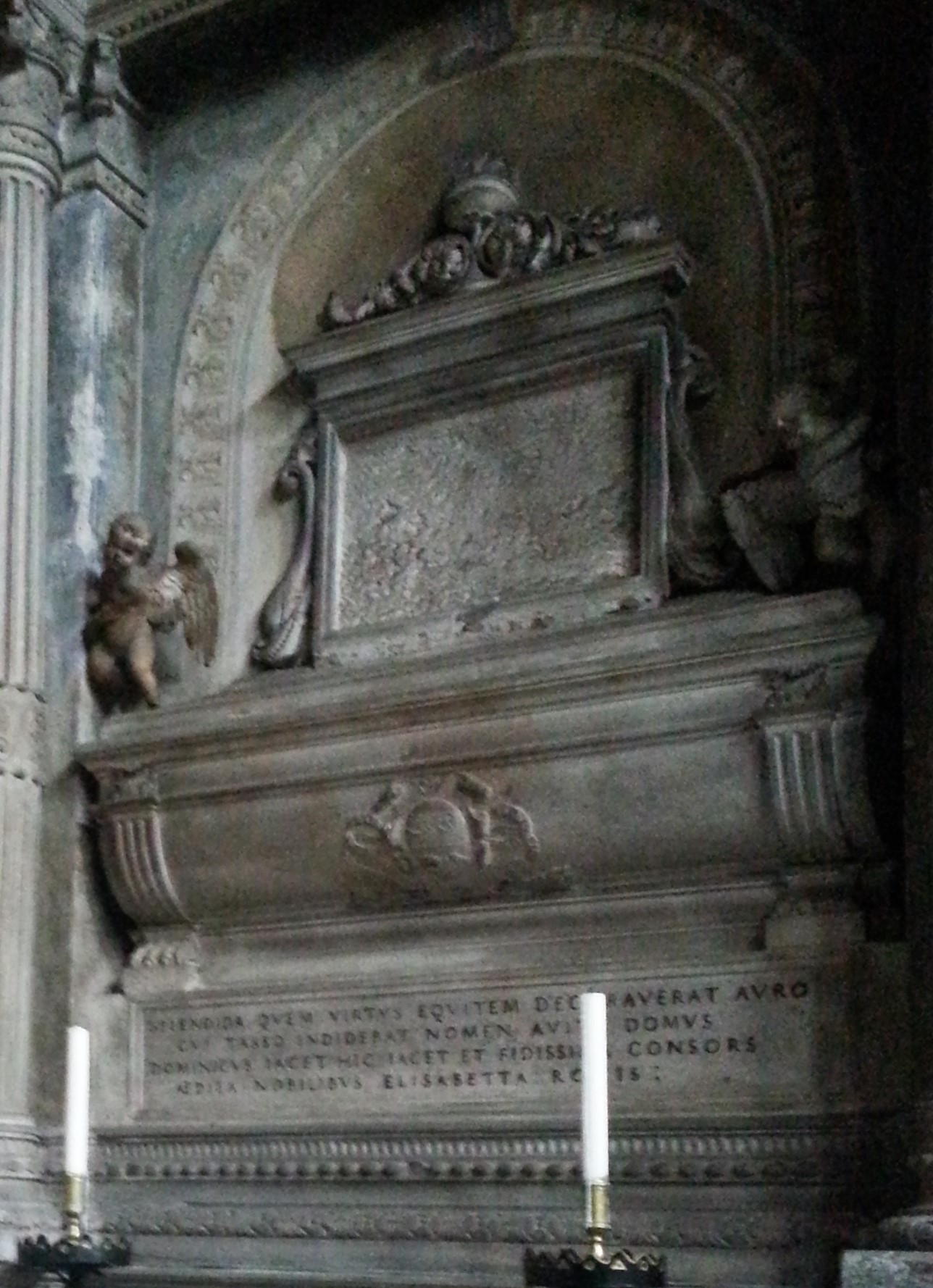
Monumento funebre di Agostino e Caterina Tasso

L'interno della chiesa si presenta a una navata unica, a pianta rettangolare con colonne in arenaria decorate da rilievi scolpiti, con cinque cappelle per lato. Le grandi colonne in pietra arenaria scolpite, sorreggono la volta a botte settecentesca divisa a lacunari. Sono poste su alti piedistalli e di ordine composito, alcune scanalate, altre ornate con fregi e ghirlande, e portano una semplice ma imponente trabeazione, riprendono le colonne del coro. A destra e a sinistra dei capitelli ci sono dei tondi con busti di santi in altorilievo. Le colonne presentano la lettera S attraversata da una croce, simbolo dello Spirito Santo cui è intitolata la chiesa. Le cappelle della chiesa,, che sono unite da un cornicione e semicolonne, non hanno la medesima profondità essendo maggiore in quelle di destra; questo è conseguenza non del progetto ma piuttosto dal ridimensionamento dei costi durante la sua realizzazione.

#### Cappelle a destra
Le cappelle della chiesa non hanno la medesima profondità essendo maggiore quella di destra, questo non dovuto al progetto del Cleri ma alla ristrettezza dell'area di proprietà. Le prime due cappelle a destra furono commissionate dai canonici nel 1519, presentano le tele La deposizione di Nostro Signore, di Giulio Carpioni, e il Miracolo di sant'Antonio da Padova, lavoro di Domenico Maria Viani del XVII secolo.
La terza cappella venne progettata dall'Isabello e divenne il modello per le successive. È citata in un atto del 10 luglio 1512 come la «prima capella quae fuit constructa in ipsa ecclesia». Committenti furono i fratelli Casotti, visibili sono le loro iniziali in un tondo della colonna esterna. Vi era originariamente locata la pala San Giovanni Battista tra altri santi del Previtali poi dislocata nella prima cappella di sinistra. Dedicata al Sacro Cuore di Gesù.
Nella quarta cappella, pure iniziata nel 1512, è collocata la tela di Lorenzo Lotto Madonna col Bambino, santa Caterina, san Sebastiano, e sant'Antonio abate commissionata dai mercanti Marchetti Angelini che ne avevano il patronato. La tela datata 1521 e firmata L. Lotus è una sacra conversazione ambientata all'aperto, rappresenta nella sua parte superiore una schiera di angeli festanti, chiaro riferimento alla famiglia committente che aveva due angeli raffigurati nel proprio blasone. Ai lati vi sono le tele eseguite da Gian Paolo Cavagna nella seconda metà del XVI secolo raffiguranti Daniele nella fossa del leone e San Francesco stigmatizzato.
La quinta e ultima cappella di destra, commissionata dai canonici verso la fine del 1512 fu subito concessa ai fratelli Gozzi, residenti sulla piazzetta della chiesa in quello che è il civico 23 di via Pignolo. Lo stemma della famiglia, con rami di ulivo, la lettera B di Bartolomeo Gozzi primogenito sono ripetuti più volte tra le decorazioni delle colonne. Sull'altare il polittico di Andrea Previtali del 1525 posto su due livelli. In quello inferiore le sante Lucia e Caterina cui erano devote le figlie del Gozzi, che probabilmente sono dipinte nel riquadro raffigurante sant'Orsola, genuflesse in atteggiamento orante con la protezione della santa che stende su di loro la sua mano. La pala venne eseguita a due mani, il Previtali e Agostino Facheris da Caversegno, che era stato suo allievo e aiutante per molto tempo.

#### Cappelle a sinistra
Nella prima cappella a sinistra vi è la tela del Previtali San Giovanni Battista tra altri santi. Inizialmente era stata posta nella terza cappella. Il dipinto datato 1515, raffigura i santi locati in una chiesa decadente. La tela voleva indicare gli anni terribili che Bergamo stava attraversando con le continue occupazioni della città da parte dei francesi, spagnoli e dei milanesi, fino al 1516.
La seconda cappella a sinistra conserva il Polittico della Pentecoste di Ambrogio da Fossano, artista milanese. Originariamente era posizionato sull'altare maggiore. Il polittico era stato commissionato da Domenico Tasso. Il quadro, di ottima qualità, è un tardo umanesimo lombardo d'influenza leonardesca. Il polittico è indicativo della cultura artista presenta nella città prima dell'avvento di Lorenzo Lotto.
La terza cappella conserva un dipinto raffigurante la Madonna col Bambino, opera quattrocentesca di artista anonimo. Nel XVI secolo era proprietà di una famiglia Rota del borgo e, secondo le cronache, avendo la Vergine raffigurata sulla tela, compiuto il miracolo di muovere gli occhi, fu donata alla chiesa in segno di devozione. 

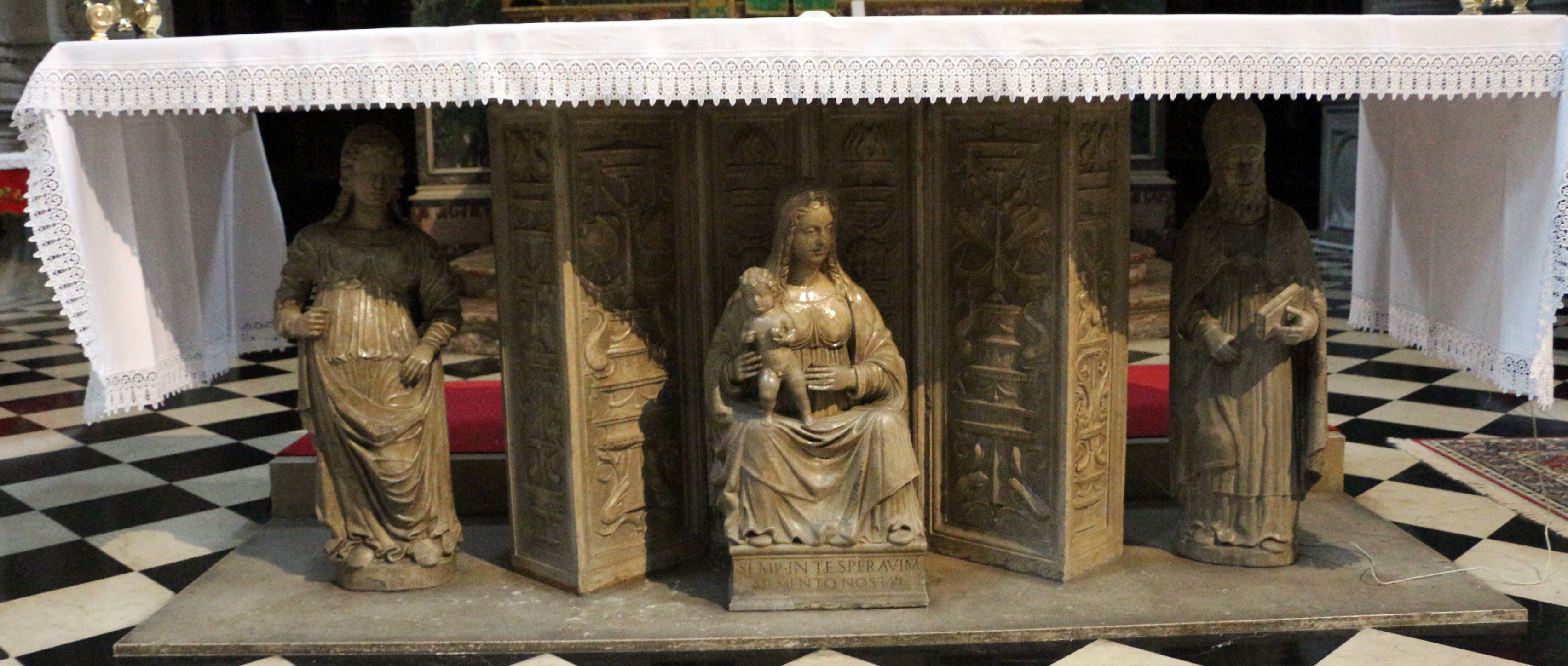
Altare della chiesa opera di Antonio Fantoni da Rosciano (1511) facente parte del monumento funebre di Agostino e Caterina Tasso

La quinta cappella fu commissionata da Domenico Tasso. Sono presenti le sue iniziali unite a quelle della moglie Elisabetta Rota, che, morto il marito, la fece portare a termine nel 1541. Presenta oggetti liturgici che riprendono la frontale cappella Gozzi. A sinistra il monumento funebre di Agostino (1440-1510) e Caterina Tasso (...- dopo il 1516) realizzato da Antonio Fantoni di Rosciano nel 1511 su commissione del figlio Luigi Tasso vescovo. Originariamente era posto laterale all'altare maggiore, il gruppo scultorio superiore alla lapide funebre fu tramutato nell'altare maggiore rivolto verso i fedeli come da disposizioni del Concilio Vaticano II. Sul lato opposto della cappella la tomba di Domenico ed Elisabetta Rota si presenta in forma più moderna con due angeli piangenti.
L'altare è adornato dalla pala di Scipione Piazza Madonna col Bambino tra i santi Pietro, Paolo e un angelo del 1545, di forte messaggio politico. La tela, eseguita in corrispondenza all'apertura del Concilio di Trento, in una situazione che qualcuno riteneva ambigua dei canonici della chiesa, divenne un chiaro messaggio. La Madonna, che rappresenta la chiesa e a Lei san Pietro consegna le chiavi in una intesa di sguardi, mentre l'angelo ai piedi del trono è intento a leggere, visibile anche all'osservatore, l'Epistola di san Paolo ai Romani. Il brano era tra quelli considerati dal protestantesimo elemento basilare, la tela pone estrema importanza a questa lettura, che san Paolo indica ponendo la sua spada nel terreno in primo piano, messaggio univoco, solo la Chiesa è interprete e depositaria delle scritture. Se la tela ha caratteristiche del manierismo romano, l'angelo posto ai piedi della Vergine ha caratteristiche lottesche avvicinandosi a quello posto nella Pala di San Bernardino. Lateralmente la tela di Andrea Cifrondi raffiguranti Cristo Morto con la Maddalena

#### Coro e presbiterio
Il presbiterio è più ristretto rispetto all'aula e sopraelevato da cinque gradini in marmo di Zandobbio. Il coro della chiesa originariamente era composto da ben cinquanta stalli e fu commissionato nel 1501 dai canonici mentre Giacomo Tasso, fratello di Agostino, pagò metà della spesa. L'opera era ultimata nel 1504. Nel 1858, causa la revisione e il rifacimento del presbiterio, fu ridimensionato, rimanendone solo diciassette, su disegno di Vincenzo Lucchini. Il ricco intaglio e la particolarità delle colonnine, divennero la caratteristica della chiesa. La mensa liturgica è costituita dal corpo marmoreo che faceva parte del monumento funebre dei coniugi Agostino e Caterina Tasso. Al centro vi è la Madonna e a fianco sant'Agostino e santa Caterina. Due pilastrini riccamente intagliati dividono le tre statue. Il presbiterio conserva le tele: Crocifissione con sant'Apollonia, Maddalena e disciplini di Francesco Capella, di Marco Olmo l'Adorazione dei pastori, e la tela di Saverio Veronese Madonna che appare a san Girolamo.

#### Controfacciata
La controfacciata conserva le tele di Antonio Cifrondi raffiguranti gli evangelisti, nella classica raffigurazione lombarda: San Giovanni Evangelista scrivente, San Luca dipinge la Madonna e San Marco Ispirato e San Matteo e l'angelo realizzate su commissione dei padri lateranensi tra il 1701 e il 1705.

#### Sacrestia
La sacrestia conserva molte opere d'arte che facevano parte della grande pinacoteca del convento. Vi ospita inoltre il monumento funebre del vescovo Luigi Tasso commissionato da Domenico e Pietro Andrea Tasso fratelli del defunto. Sul basamento del cenotafio vi è lo stemma e l'impresa del vescovo. Fa parte del monumento funebre anche una tela di Agostino Facheris datata 1531: Madonna col Bambino e santi e il vescovo Luigi Tasso, dove è raffigurato il vescovo genuflesso di fronte alla Vergine mentre riceve la benedizione del Bambino, accanto a sant'Antonio da Padova in gesto di protezione mentre sul lato opposto san Ludovico da Tolosa contempla la scena. La tela riprende un disegno di Lorenzo Lotto datato al 1524, conservato a Parigi. La pittura presenta alcune differenze con il disegno di Lotto, dove la Madonna ha un piede scalzo, coperto dalla lunga veste nel dipinto.
Tra i dipinti conservati vi sono altri lavori di Antonio Cifrondi raffiguranti personaggi della Bibbia. Molte delle opere del Cifrondi, con la chiusura del monastero, furono vendute e si trovano in alcune chiese della diocesi bergamasca.

## Opere
La chiesa conserva pale del XV e XVI secolo in particolare d'importante valore artistico:
- La Madonna in trono col Bambino e quattro santi: Caterina d'Alessandria, Agostino, Sebastiano e Antonio Abate realizzata da Lorenzo Lotto nel 1521, olio su tavola firmata e datata "L. Lotus / 1521".
- Il polittico a otto scomparti di Ambrogio da Fossano detto il Bergognone posto sull'altare della seconda cappella a sinistra, intitolato la Discesa dello Spirito Santo sulla Madonna e sugli Apostoli commissionato da Domenico Tassi che abitava Palazzo Tasso nel 1508.
- Il polittico a olio su tavola in dieci scomparti raffiguranti la Madonna col Bambino e i santi realizzato da Andrea Previtali e Agostino Facheris suo allievo nel 1525.
- La pala di Andrea Previtali con San Giovanni Battista tra altri santi nella prima cappella a sinistra.
- Madonna col Bambino tra i santi Pietro, Paolo e un angelo di Scipione Piazza.
- Deposizione di Giulio Carpioni

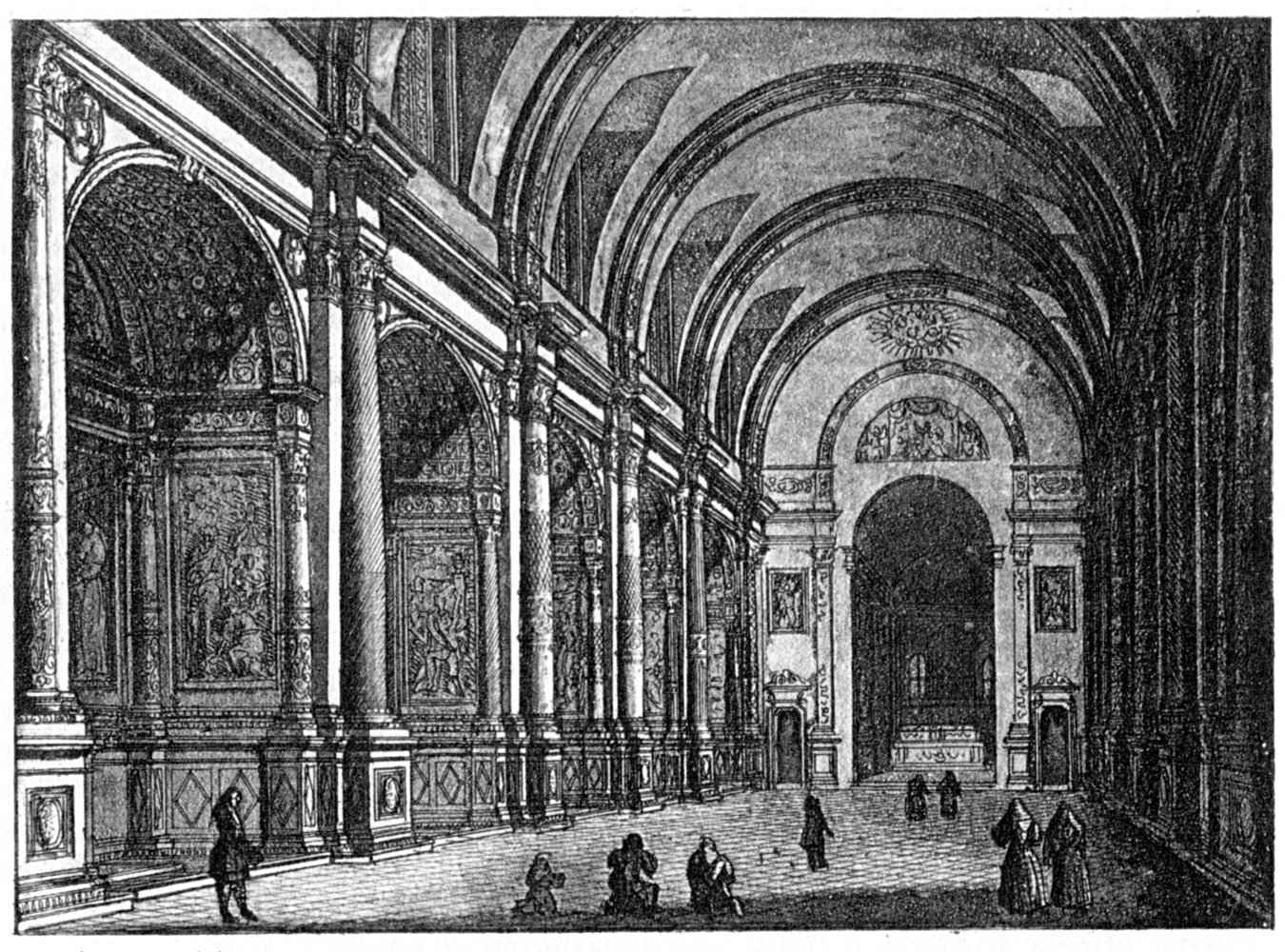
Giuseppe Berlendis, Principali monumenti della città e provincia di Bergamo, 1843
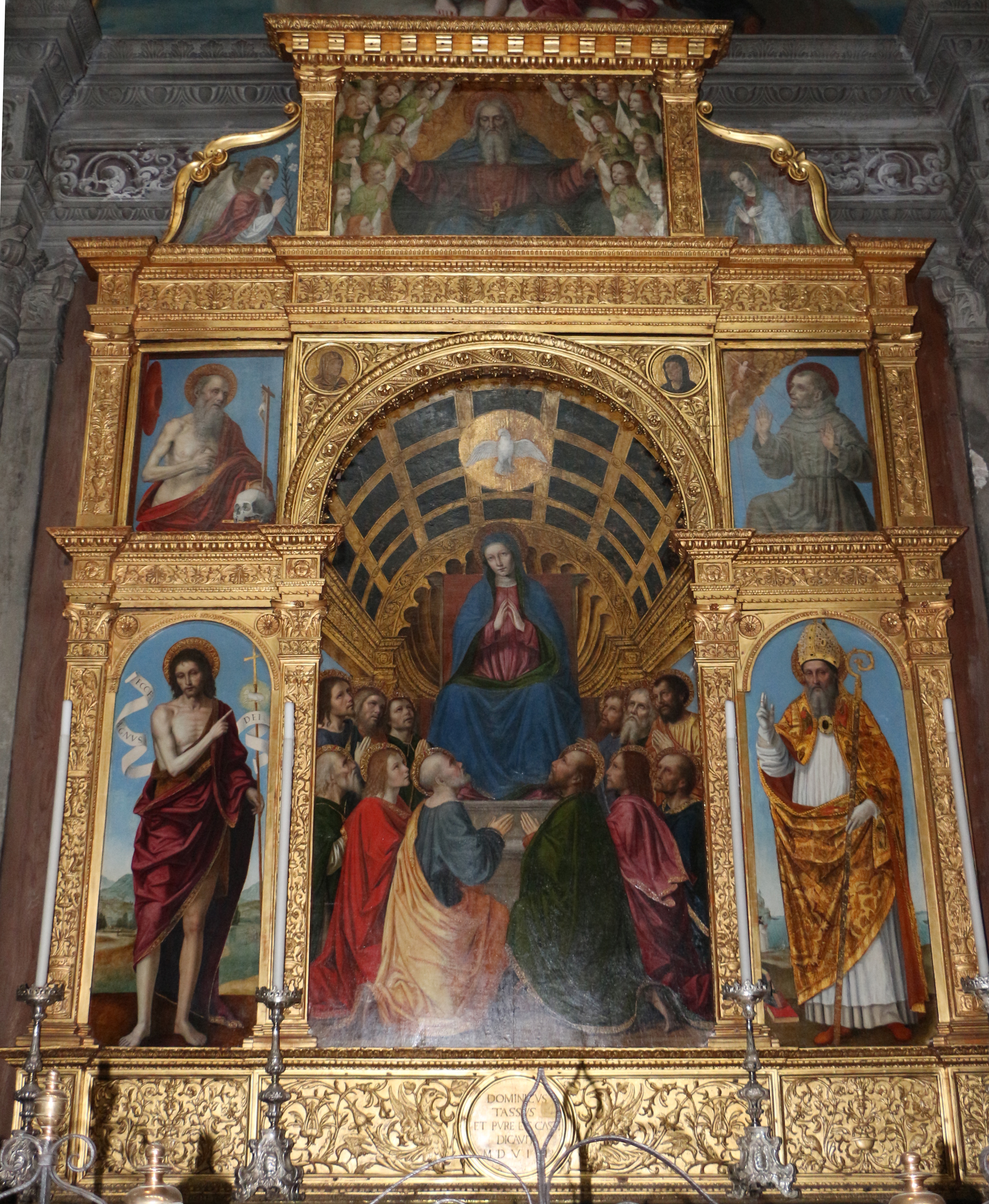
Bergognone, polittico, 1507
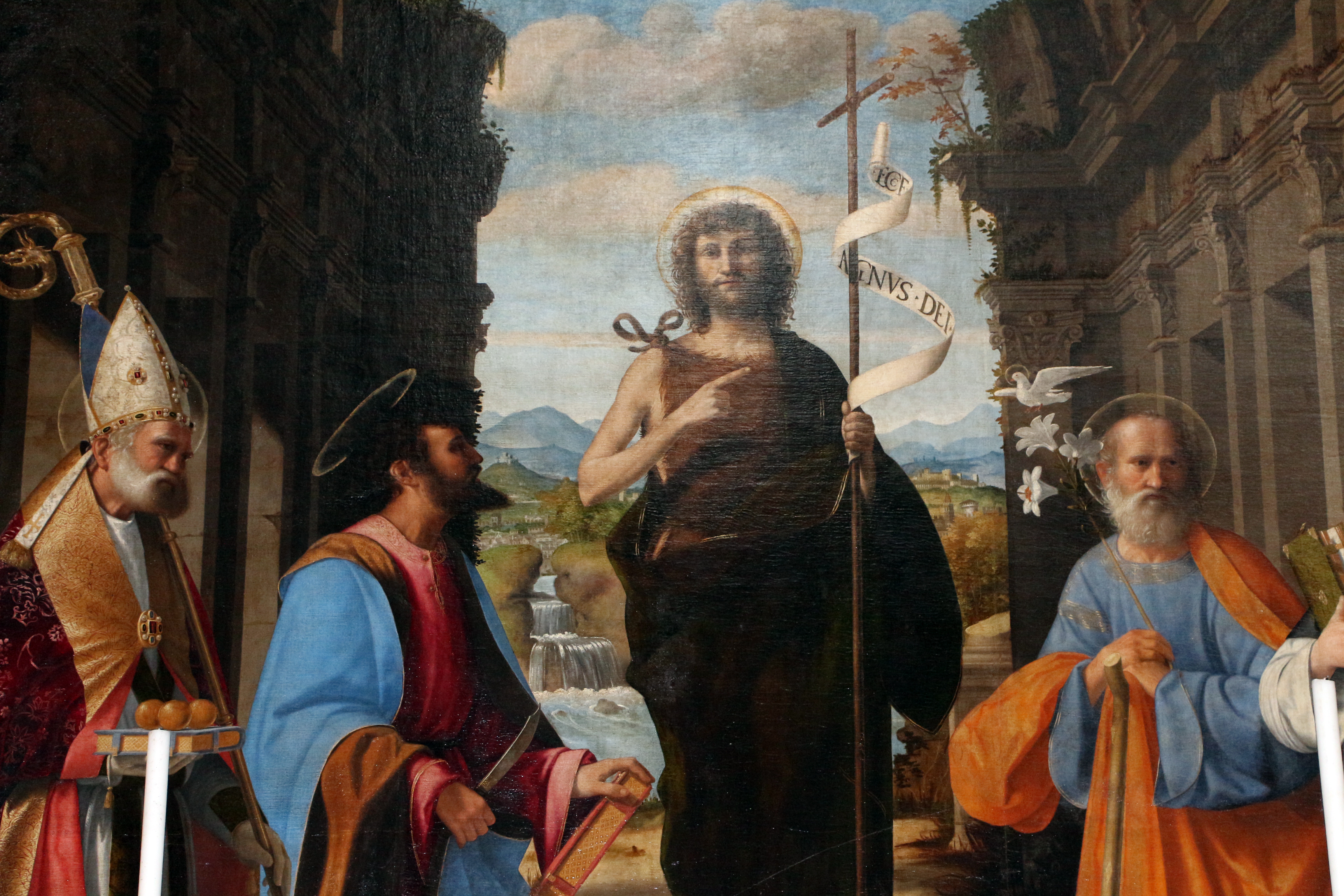
Andrea Previtali, san Giovanni battista e altri santi, 1515
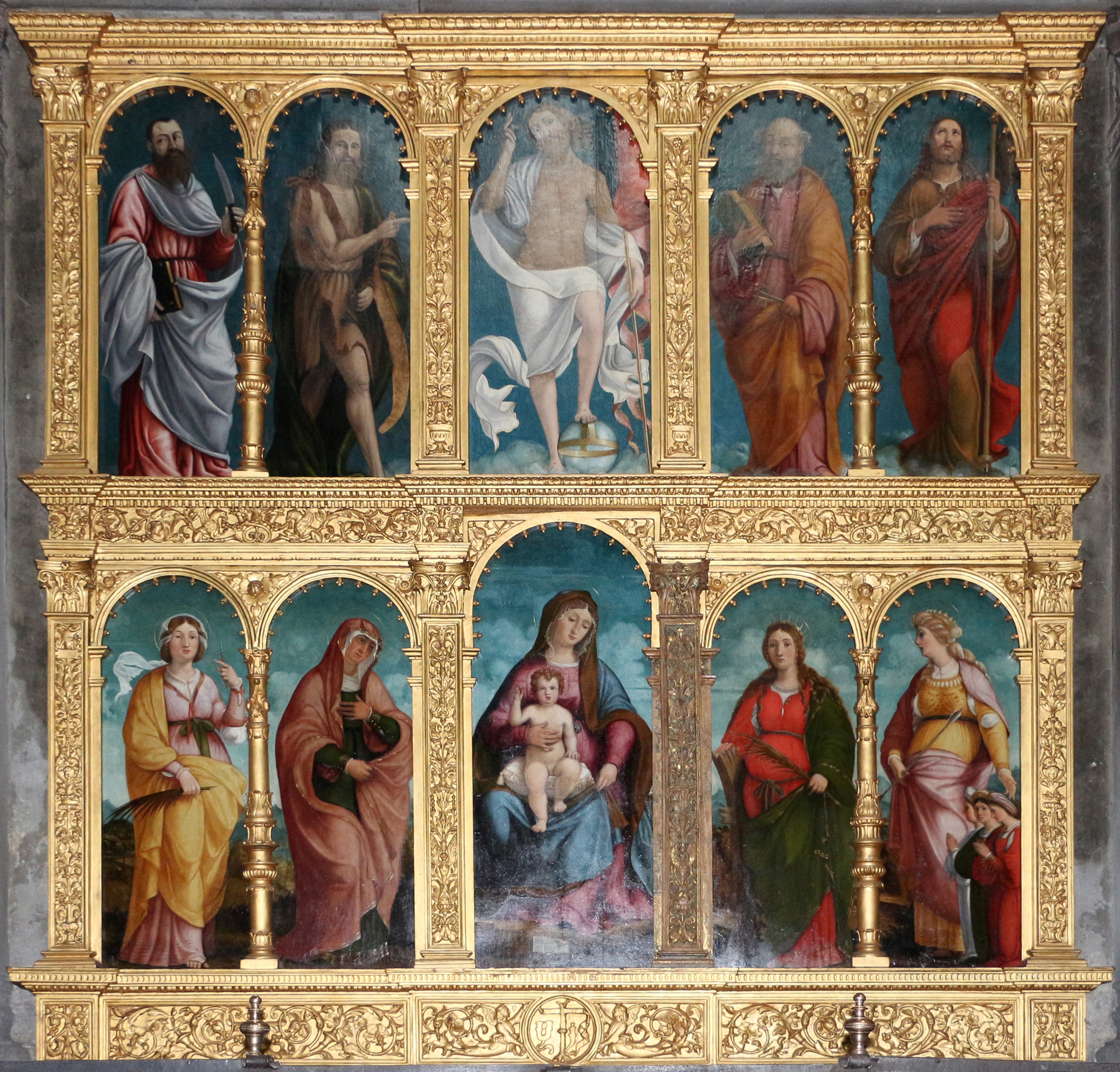
Andrea Previtali, polittico, 1525
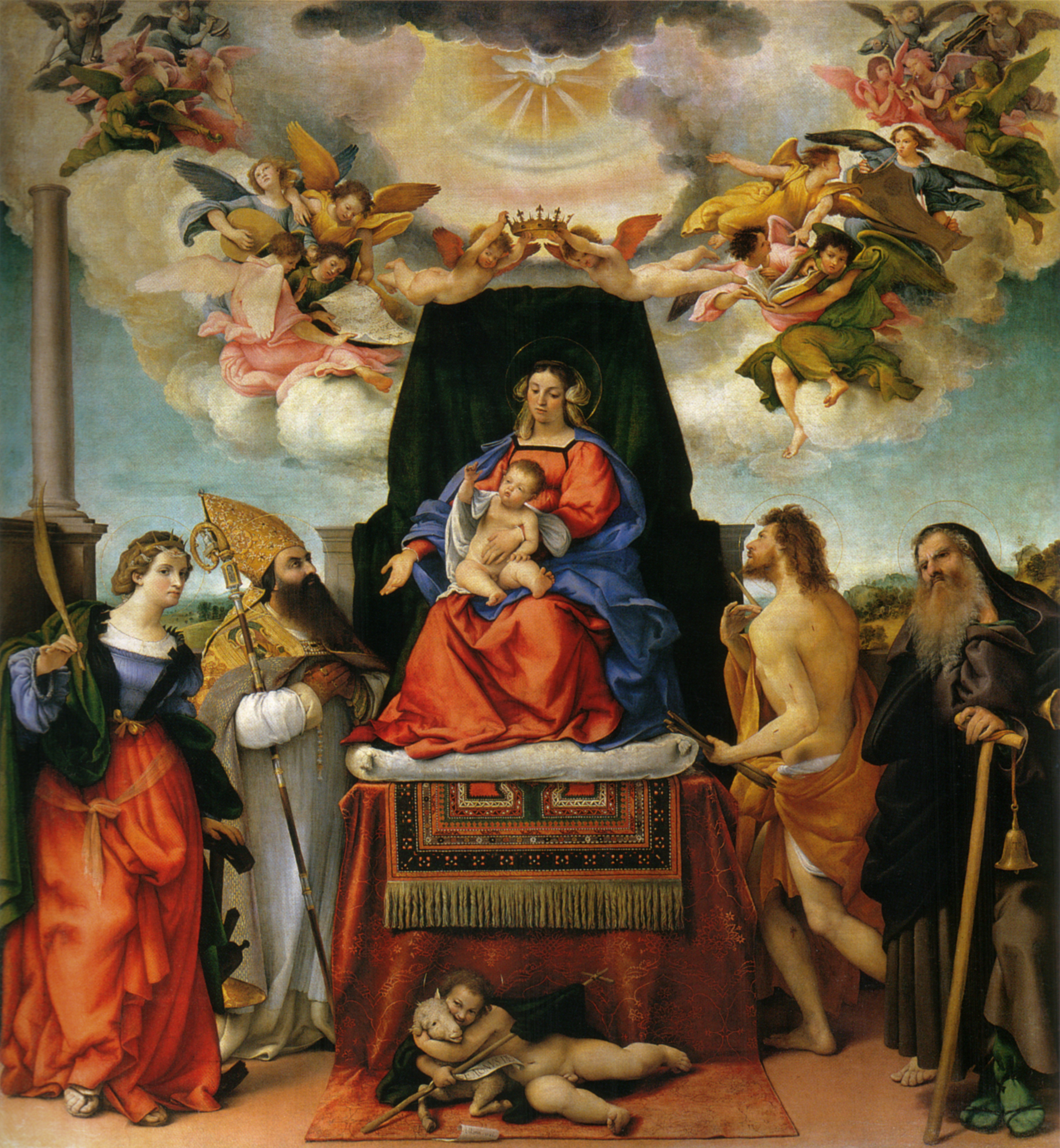
Lorenzo Lotto, Pala di Santo Spirito, 1521
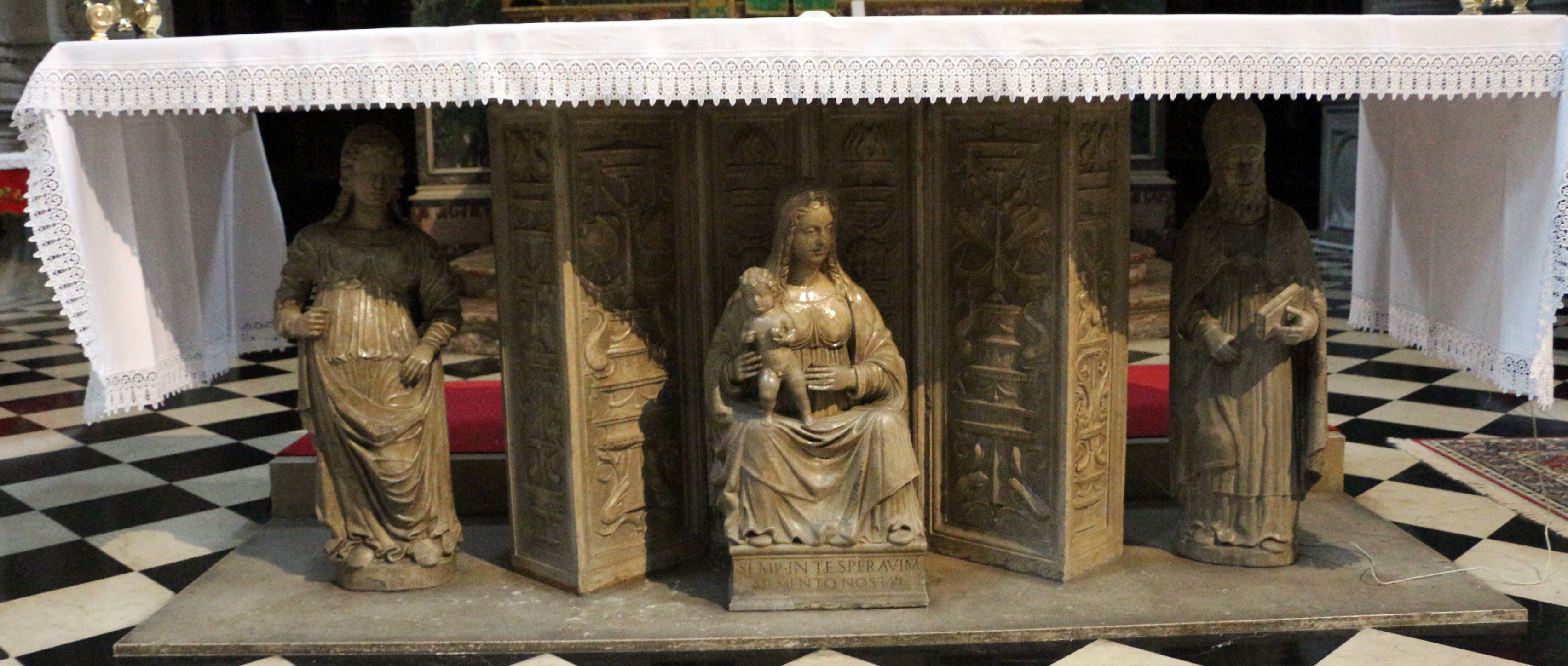
Pietro Isabello, mensa dell'altare maggiore